# 25143 이토카와

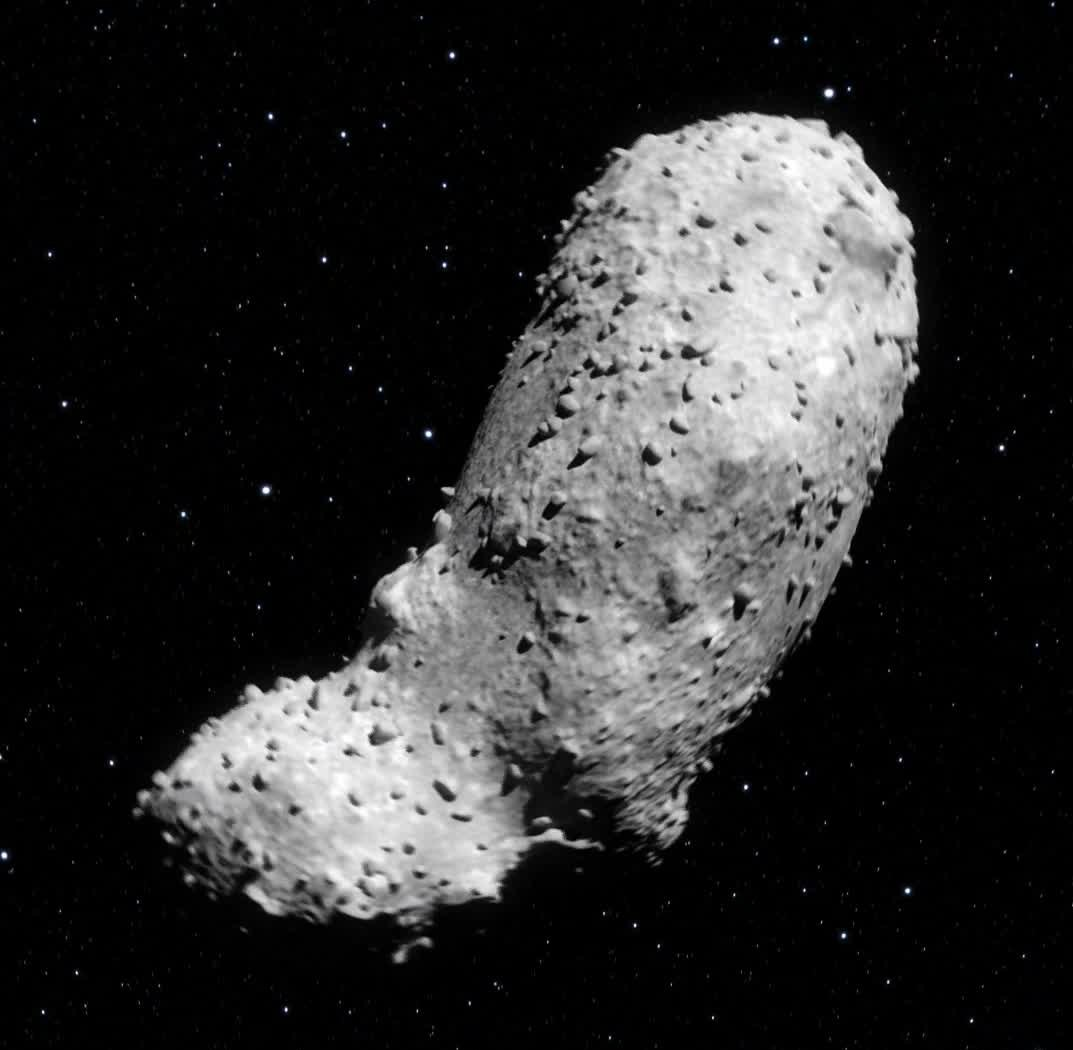
25143 이토카와

25143 이토카와(Itokawa, 일본어: 糸川)는 아폴로군에 속하는 소행성으로 화성횡단 소행성이기도 하다. 일본의 우주 개발의 아버지로 알려져있는 이토카와 히데오가 이름의 유래이다.
일본 우주 탐사선 하야부사가 착륙한 곳으로, 현재 많은 과학자들이 관심을 갖고 있다. 크기는 540×270×210 미터이며, 두 개의 돌덩어리가 붙어있는 듯한 형상을 하고 있다. 표면에는 충돌구가 적으며, 자갈이 많이 널려 있다.

## 같이 보기
- 162173 류구
- 101955 베누